# Karmin (musikgrupp)
Karmin är en amerikansk hiphopduo (inom komedihållet) bildad 2010 i Boston, Massachusetts som består av Amy Heidemann och Nick Noonan. I början hade de ett eget skivbolag, men övergick sedan till Epic. De gick tillbaka till sitt eget bolag 2014. 
De har bland annat samarbetat med Big Time Rush.